# Раджабов, Фаиг Абдул оглы
Фаиг Абдул оглы Раджабов (азерб. Rəcəbov Faiq Əbdül oğlu; 19 февраля 1933, Баку — 3 января 2025) — азербайджанский гимнаст и спортивный функционер. Президент Федерации гимнастики Азербайджана (с конца 1970-х до конца 1990-х годов).

## Биография
Родился 19 февраля 1933 года в Баку. В 1955 году окончил нефтепромысловый факультет Азербайджанского индустриального института. В 1961 году окончил Академию внешней торговли СССР (Москва).

### Карьера на государственной службе
Являлся торговым представителем СССР в Сирии. С 1967 по 1970 год работал в Ливане. С 1977 по 1982 год являлся руководителем торгового представительства СССР в Кувейте.
Работал в управлении по иностранному туризму при Совете министров Азербайджанской ССР.
Являлся руководителем выставок достижений народного хозяйства и культуры Азербайджанской ССР в Сирии, Индии, Болгарии и ГДР.
С 1970 года работал в аппарате Совета министров Азербайджанской ССР.
С 1993 года являлся заведующим Секретариата Президента Азербайджана.
Являлся генеральным директором нескольких компаний.

### Спортивная карьера
Занимался стрельбой, лёгкой атлетикой, гимнастикой. Выигрывал на республиканских соревнованиях.
Чемпион Баку по спортивной гимнастике. Победитель первенств Азербайджанской ССР среди юниоров и Спартакиады среди студентов.
В составе сборной Азербайджанской ССР участвовал в чемпионатах СССР по гимнастике и Спартакиаде народов СССР.
В составе юношеской сборной Азербайджанской ССР по гимнастике участвовал в чемпионатах СССР в Казани (1947) и Львове (1948). На чемпионате 1948 года завоевал бронзовую медаль.
Являлся членом взрослой сборной Азербайджанской ССР по гимнастике.
Победитель чемпионата Азербайджанской ССР 1957 года.
Мастер спорта СССР по спортивной гимнастике (1957).
До 1970 года являлся членом президиума Федерации гимнастики Азербайджана.
Президент Федерации гимнастики Азербайджана (с конца 1970-х до конца 1990-х годов).
Генеральный секретарь Национального олимпийского комитета Азербайджана (1994—1997).
Являлся членом Технической комиссии Европейского комитета по гимнастике.
Заслуженный деятель физической культуры и спорта Азербайджана (30 декабря 2022).
Умер 3 января 2025 года в возрасте 91 года.

## Семья
Двоюродная сестра — Зулейха Гаджиева, гимнастка, первый мастер спорта СССР среди женщин в Азербайджане.
Внук, шахматист Теймур Раджабов.